# Pachnobia simplicissima
Pachnobia simplicissima är en fjärilsart som beskrevs av Tschetverikov 1911. Pachnobia simplicissima ingår i släktet Pachnobia och familjen nattflyn. Inga underarter finns listade i Catalogue of Life.